# ساياكا أوساكابي
ساياكا أوساكابي (か 酒 部 さ や か أوساكابي ساياكا، من مواليد 29 مايو 1978) ناشطة يابانية في مجال حقوق المرأة. تابعت العمل القانوني لإنفاذ قانون تكافؤ الفرص في اليابان وحصلت على اعتراف من الحكومة بأن تحرش الأمهات غير قانوني. كانت الفائزة في عام 2015 بجائزة جائزة نساء الشجاعة الدولية.

## السيرة الذاتية
وُلدت ساياكا أوساكابي في اليابان في عام 1977.  كانت تعمل كمحررة في المجلة عندما أصبحت حاملاً. وبدلاً من الموافقة على ساعات عمل أقصر، حاول رئيسها الضغط عليها للخروج من عملها. بعد معاناتها من الإجهاض، طلبت أوساكابي إجازة غياب معتمدة إذا أصبحت حاملاً مرة أخرى وتم رفضها. تركت أوساكابي وظيفتها تحت الضغط وواصلت قضيتها أمام محكمة عمالية. في يونيو 2014، فازت بقضيتها وشكلت مجموعة دعم تدعى ماتاهارا نت، وذلك باستخدام بورتمانو للكلمات الإنجليزية «الأمومة والمضايقة» لإنشاء الاسم،  والذي أصبح الآن مصطلحًا قانونيًا.

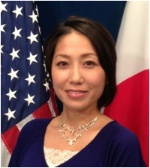
ساياكا أوساكابي اثناء حصولها على جائزة نساء الشجاعة الدولية 6 مارس 2015

يصنف المنتدى الاقتصادي العالمي اليابان في المركز 104 في العالم في مجال المساواة في العمل وتظهر الإحصاءات الرسمية للعمالة أن واحدة من كل أربع نساء عانين تعرضن للتحرش الأموي.على الرغم من أن القانون الياباني يضمن للمرأة الحق في طلب أدوار أقل تطلبا بدنيًا خلال فترة الحمل ويسمح بإجازة أمومة لمدة 14 أسبوعا أو إجازة والدية، لأي من الوالدين، بالاقتران مع الولادة، فإن العديد من النساء لا يستفدن من الضمانات بسبب انعدام الأمن الوظيفي. 
في 18 سبتمبر 2014 حضر أعضاء ماتاهارا محاكمة في المحكمة العليا لدعم امرأة أخرى تمر بحالة مشابهة. تم تخفيض رتبة المرأة من قبل صاحب العمل في المستشفى خلال فترة الحمل. ووجد حكم صادر عن محكمة أدنى أنه «في نطاق سلطة المستشفى على قضايا الموظفين لإخراجها من منصبها الإشرافي»، لكن قانون تكافؤ فرص العمل في اليابان يحظر على وجه التحديد خفض معدل الحمل بسبب الحمل.  في حكم تاريخي صدر في 23 أكتوبر 2014، ألغت المحكمة العليا في اليابان الأحكام الصادرة عن المحاكم الأدنى وقررت أن خفض الرتبة أو أي إجراءات عقابية أخرى تقوم على الحمل تنتهك قانون تكافؤ فرص العمل.
تواصل أوساكابي جهودها مع ماتاهارا نت لتعزيز تمكين المرأة. هدفها هو تغيير السياسة العامة والإدراك الاجتماعي بحيث تكون لجميع النساء، وليس عدد قليل من النخبة، فرص عمل متساوية.